# Kathy Watt
Kathryn Anne "Kathy" Watt (nascida em 11 de setembro de 1964) é uma ex-ciclista de estrada e pista australiana. Ela conquistou duas medalhas nos Jogos Olímpicos de 1992 em Barcelona, na Espanha (ouro na prova de estrada e prata na perseguição).